# Corujeira
Corujeira ist ein Ort und eine ehemalige Gemeinde (Freguesia) im portugiesischen Kreis Guarda. Die Gemeinde hatte 117 Einwohner (Stand 30. Juni 2011).
Am 29. September 2013 wurden die Gemeinden Corujeira und Trinta zur neuen Gemeinde União das Freguesias de Corujeira e Trinta zusammengeschlossen.